# Manfred Scheuer
Manfred Scheuer (Haibach ob der Donau, 10 de agosto de 1955) - clérigo católico romano austríaco, bispo diocesano de Insbruck de 2003 a 2015, bispo diocesano de Linz de 2016, vice-presidente da Conferência Episcopal Austríaca de 2020.
Foi ordenado sacerdote em 10 de outubro de 1980 pelo Cardeal Joseph Schröffer. Incardinado na diocese de Linz, foi pároco durante vários anos. A partir de 1985 foi associado ao departamento de teologia da Albrecht and Louis University em Freiburg. Ele também foi, entre outros, o pai espiritual do seminário de Linz e professor da Faculdade de Teologia de Trier.
Em 21 de outubro de 2003, o Papa João Paulo II o nomeou bispo diocesano da diocese de Innsbruck. Foi ordenado bispo pelo arcebispo Alois Kothgasser. Co-consagradores foram Maximilian Aichern OSB, bispo de Linz, e Reinhold Stecher, bispo emérito de Innsbruck. Seu lema spiritus vivificat (“O Espírito vivifica”) vem do Evangelho de João (Jo 6,63) e 2 Coríntios (2 Cor 3,6).
Em 18 de novembro de 2015, o Papa Francisco o nomeou Ordinário da Diocese de Linz. Posse foi realizada em 17 de janeiro de 2016.
Em 16 de junho de 2020, foi eleito vice-presidente da Conferência Episcopal Austríaca.